# Rote Liste gefährdeter Insekten Japans
Diese Rote Liste gefährdeter Insekten Japans wird durch das Japanische Umweltministerium veröffentlicht. Andere untersuchte Wildtier- und Pflanzenarten werden ebenfalls in separaten Listen veröffentlicht und in der Roten Liste gefährdeter Arten Japans zusammengefasst. Die Unterkategorien sind für die Tierarten Säugetiere, Vögel, Amphibien, Reptilien, Brack-/Süßwasserfische, Insekten, Land-/Süßwassermollusken und andere wirbellose Tiere, sowie für die Pflanzenarten Gefäßpflanzen, Moos, Algen, Flechten und Pilze.
Die Gesamtüberprüfung der gefährdeten Arten wird ungefähr alle fünf Jahre durchgeführt. Ab 2015 werden Arten deren Gefährdungskategorie aufgrund einer Verschlechterung des Lebensraums oder ähnlichem erneut untersucht werden müssen, jederzeit nach Bedarf einzeln überarbeitet. Die letzte überarbeitete Ausgabe ist die Rote Liste 2020. Dabei gibt es in Japan mehr als 32.000 Insektenarten zu untersuchen und in Gefährdungskategorien zu unterteilen. Die in Japan gefährdeten Insektenarten sind im Folgenden aufgelistet. Die Gefährdungskategorien entsprechen dabei nicht der internationalen Einstufung der IUCN.

## Gefährdungskategorien für Japan
- EX: Extinct (nach dem Jahr 1500 ausgestorben)
- EW: Extinct in the Wild (in der Natur ausgestorben)
- CR: Critically Endangered (vom Aussterben bedroht)
- EN: Endangered (stark gefährdet)
- VU: Vulnerable (gefährdet)
- NT: Near Threatened (potenziell gefährdet)
- DD: Data Deficient (ungenügende Datengrundlage)
- LP: Locally endangered Population – Regional isolierte Populationen mit hohem Aussterberisiko

| Jahr | Anzahl der zu bewertenden Arten | EX | EW | CR  | EN  | VU  | NT  | DD  | Summe EX bis DD | LP | Anmerkungen                         |
| ---- | ------------------------------- | -- | -- | --- | --- | --- | --- | --- | --------------- | -- | ----------------------------------- |
| 2000 | > 30.000                        | 2  | 0  | 89  | 89  | 82  | 161 | 87  | 424             | 3  | 2. Rote Liste                       |
| 2007 | > 30.000                        | 3  | 0  | 110 | 110 | 129 | 200 | 122 | 566             | 2  | 3. Rote Liste                       |
| 2012 | > 32.000                        | 4  | 0  | 65  | 106 | 187 | 353 | 153 | 868             | 2  | 4. Rote Liste                       |
| 2015 | > 32.000                        | 4  | 0  | 65  | 106 | 187 | 353 | 153 | 868             | 2  | 1. Überarbeitung der 4. Roten Liste |
| 2017 | > 32.000                        | 4  | 0  | 68  | 105 | 185 | 352 | 153 | 867             | 2  | 2. Überarbeitung der 4. Roten Liste |
| 2018 | > 32.000                        | 4  | 0  | 71  | 106 | 186 | 350 | 153 | 870             | 2  | 3. Überarbeitung der 4. Roten Liste |
| 2019 | > 32.000                        | 4  | 0  | 71  | 106 | 186 | 350 | 153 | 870             | 2  | 4. Überarbeitung der 4. Roten Liste |
| 2020 | > 32.000                        | 4  | 0  | 75  | 107 | 185 | 351 | 153 | 875             | 2  | 5. Überarbeitung der 4. Roten Liste |

## Teillisten
Aufgrund der großen Anzahl an Arten findet sich die detaillierte Auflistung folgender Gruppen in separaten Teil-Listen:

- Rote Liste gefährdeter Hautflügler Japans
- Rote Liste gefährdeter Käfer Japans
- Rote Liste gefährdeter Libellen Japans
- Rote Liste gefährdeter Schmetterlinge Japans
- Rote Liste gefährdeter Schnabelkerfe Japans

## Ausgestorben (EX)
4 Käferarten

## Vom Aussterben bedroht (CR)
75 Arten:

35 Käferarten
21 Schmetterlingsarten
5 Libellenarten
5 Schnabelkerfarten
4 Hautflüglerarten
3 Heuschreckenarten

- Celes akitanus, jap. アカハネバッタ

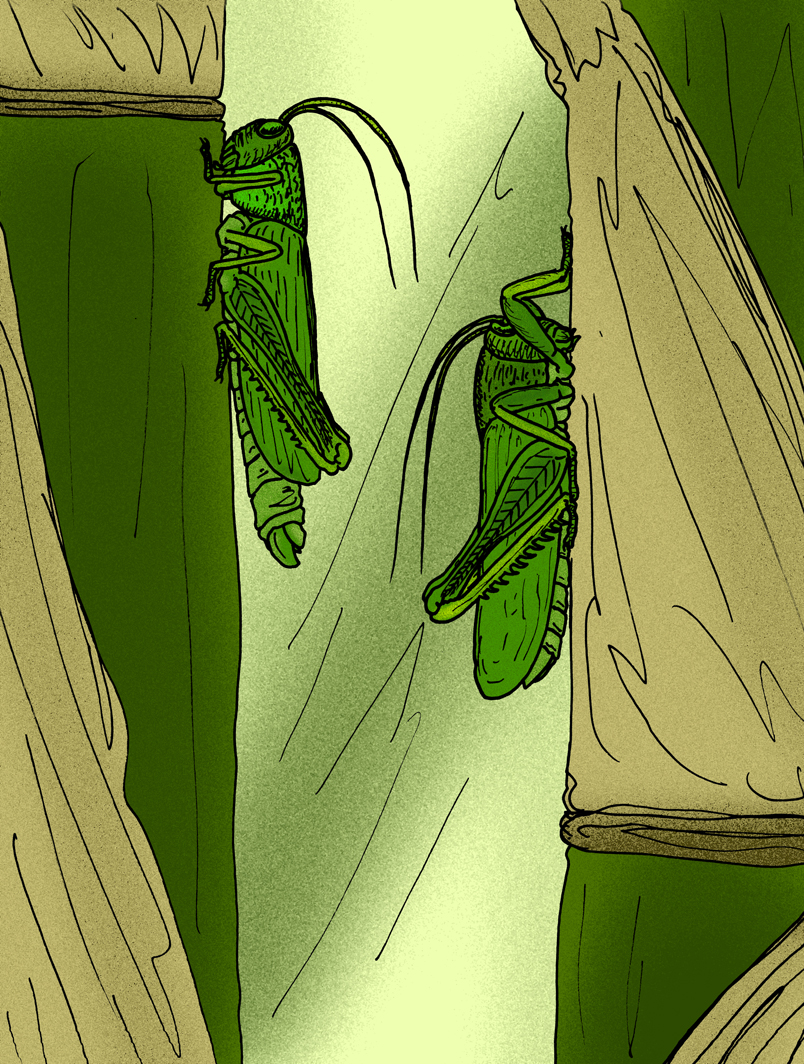
Zeichnung der Heuschreckenart Ogasawaracris gloriosus

- Ogasawaracris gloriosus, jap.	マボロシオオバッタ
- Oxya ogasawarensis, jap. オガサワライナゴ

2 Fliegenarten

- Anopheles yatsushiroensis, jap. ヤツシロハマダラカ
- Simulium yonakuniense, jap. ヨナクニウォレスブユ

## Stark gefährdet (EN)
107 Arten:

59 Käferarten
31 Schmetterlingsarten
11 Libellenarten
4 Fliegenarten

- Simulium satsumense, jap. サツマツノマユブユ
- Symmerus akikoae, jap. ヒメケヅメカ
- Hydrotaea glabricula, jap. イソメマトイ
- Sarcophaga yonahaensis, jap. ヨナハニクバエ

1 Grillenschabenart

- Galloisiana notabilis, jap. イシイムシ

## Gefährdet (VU)
185 Arten:

88 Käferarten
36 Schmetterlingsarten
22 Schnabelkerfarten
18 Hautflüglerarten
13 Libellenarten
7 Fliegenarten

- Neohapalothrix kanii, jap. カニギンモンアミカ
- Deuterophlebia nipponica, jap. ニホンアミカモドキ
- Hyperoscelis eximia insignis, jap. キスジモモブトモリカ
- Hyperoscelis veternosa, jap. クロモモブトモリカ
- Hilarimorpha nigra, jap. クロオドリバエモドキ
- Microdon katsurai, jap. ケンランアリノスアブ
- Sarcophila japonica, jap. ゴヘイニクバエ

1 Kakerlakenart

- Nocticola uenoi miyakoensis, jap. ミヤコホラアナゴキブリ

## Potentiell gefährdet (NT)
351 Arten:

112 Schmetterlingsarten
95 Käferarten
53 Schnabelkerfarten
42 Hautflüglerarten
27 Libellenarten
4 Eintagsfliegenarten

- Oligoneuriella rhenana, jap. ヒトリガカゲロウ
- Chiusanophlebia asahinai, jap. リュウキュウトビイロカゲロウ
- Ephoron eophilum, jap. アカツキシロカゲロウ
- Ephoron limnobium, jap. ビワコシロカゲロウ

2 Steinfliegenarten

- Perlodes frisonanus, jap. フライソンアミメカワゲラ
- Miniperla japonica, jap. コカワゲラ

2 Heuschreckenarten

- Velarifictorus politus, jap. ムニンツヅレサセコオロギ
- Gampsocleis ryukyuensis, jap. オキナワキリギリス

8 Fliegenarten

- Neohapalothrix manshukuensis, jap. シロウズギンモンアミカ
- Anopheles saperoi, jap. オオハマハマダラカ
- Trichothaumalea japonica, jap. ケバネユスリカバエ
- Ragas circinata, jap. トビグチオドリバエ
- Rhamphomyia mirabilis, jap. ハマナスクシオオドリバエ
- Symballophthalmus speciosus, jap. フタテンアシホソハシリバエ
- Diostracus nakanishii, jap. タカネキアシナガレアシナガバエ
- Thalassophorus spinipennis, jap. トゲバネイソネジレオバエ

7 Köcherfliegenarten

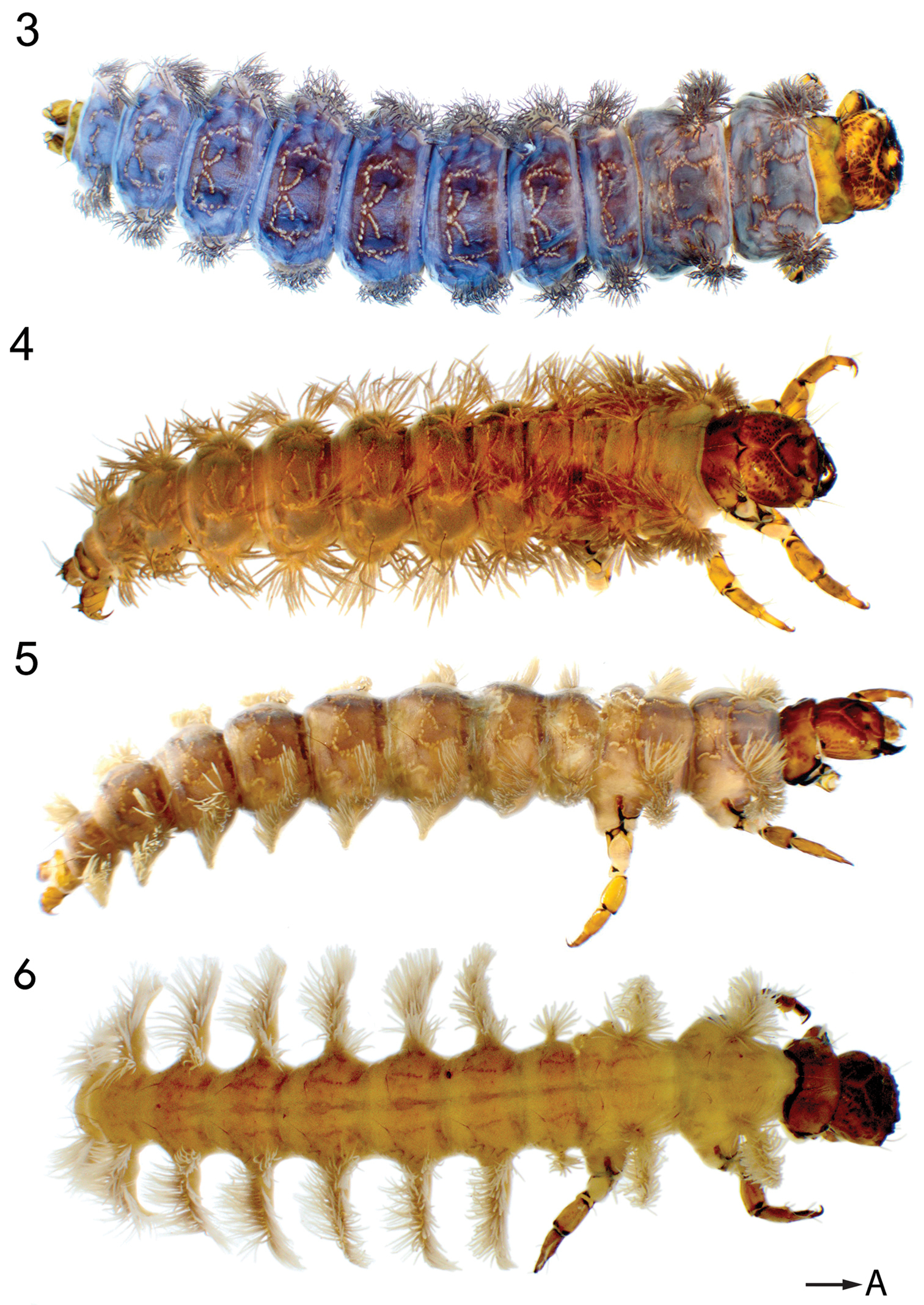
Himalopsyche japonica

- Himalopsyche japonica, jap. オオナガレトビケラ
- Macrostemum okinawanum, jap. オキナワホシシマトビケラ
- Ganonema inouei, jap. クチキトビケラ（クロアシエダトビケラ）
- Georgium japonicum, jap. ビワアシエダトビケラ
- Setodes turbatus, jap. ギンボシツツトビケラ
- Setodes ujiensis, jap. ウジヒメセトトビケラ（ウジセトトビケラ）
- Goera ogasawaraensis, jap. オガサワラニンギョウトビケラ

## Unzureichende Datengrundlage (DD)
153 Arten:

59 Käferarten
50 Hautflüglerarten
13 Fliegenarten

- Nymphomyia alba, jap. カスミハネカ

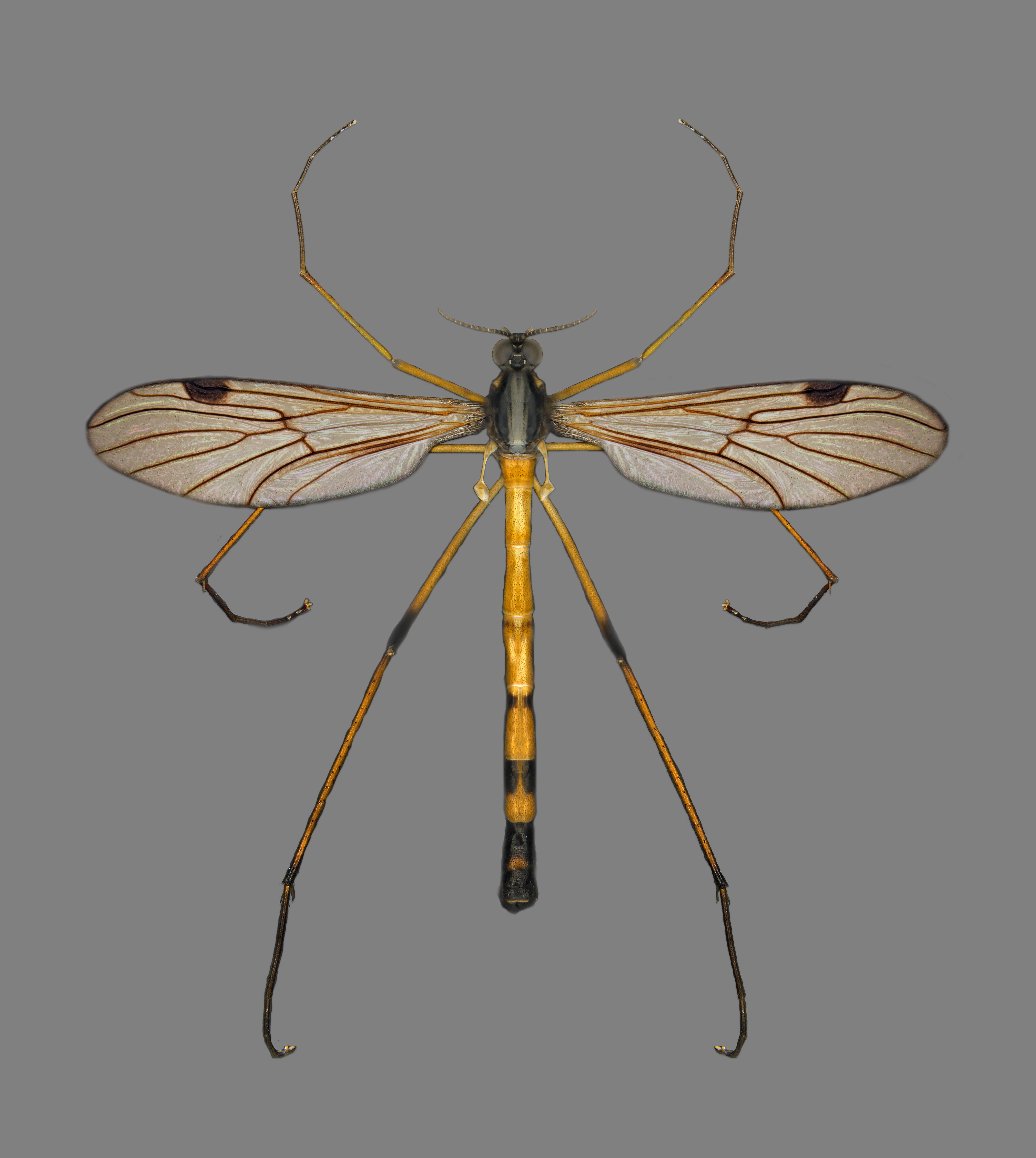
Pachyneura fasciata

- Nymphomyia rohdendorfi, jap. キョクトウハネカ
- Protoplasa alexanderi, jap. アルプスニセヒメガガンボ
- Protoplasa esakii, jap. エサキニセヒメガガンボ
- Pachyneura fasciata, jap. モイワエゾカ
- Axymyia japonica, jap. ヤマトクチキカ
- Haruka elegans, jap. ハマダラハルカ
- Coenomyia basalis, jap. ネグロクサアブ
- Odontosabula decora, jap. キンシマクサアブ
- Odontosabula fulvipilosa, jap. ヒメシマクサアブ
- Odontosabula gloriosa, jap. シマクサアブ
- Glutops itoi, jap. イトウタマユラアブ
- Lucilia chini, jap. カエルキンバエ

10 Schnabelkerfenarten
3 Kakerlakenarten

- Nocticola uenoi kikaiensis, jap. キカイホラアナゴキブリ
- Symploce miyakoensis, jap. ミヤコモリゴキブリ
- Symploce okinoerabuensis, jap. エラブモリゴキブリ

5 Schnabelfliegenarten

- Neopanorpa subreticulata, jap. イシガキシリアゲ
- Panorpa amamiensis, jap. アマミシリアゲ
- Panorpa globulifera, jap. シコクミスジシリアゲ
- Panorpa hiurai, jap. ヒウラシリアゲ
- Bittacus sinensis, jap. ホシガガンボモドキ

5 Heuschreckenarten

- Parasongella japonica, jap. オチバコオロギ
- Taiwanemobius ryukyuensis, jap. リュウキュウハマコオロギ
- Conocephalus halophilus, jap. イズササキリ
- Boninoxya anijimensis, jap. アニジマイナゴ
- Austrohancockia amamiensis, jap. アマミヒラタヒシバッタ

2 Netzflüglerarten

- Sialis yamatoensis, jap. ヤマトセンブリ
- Orientispa shirozui, jap. ツシマカマキリモドキ

2 Schmetterlingsarten
1 Gottesanbeterart

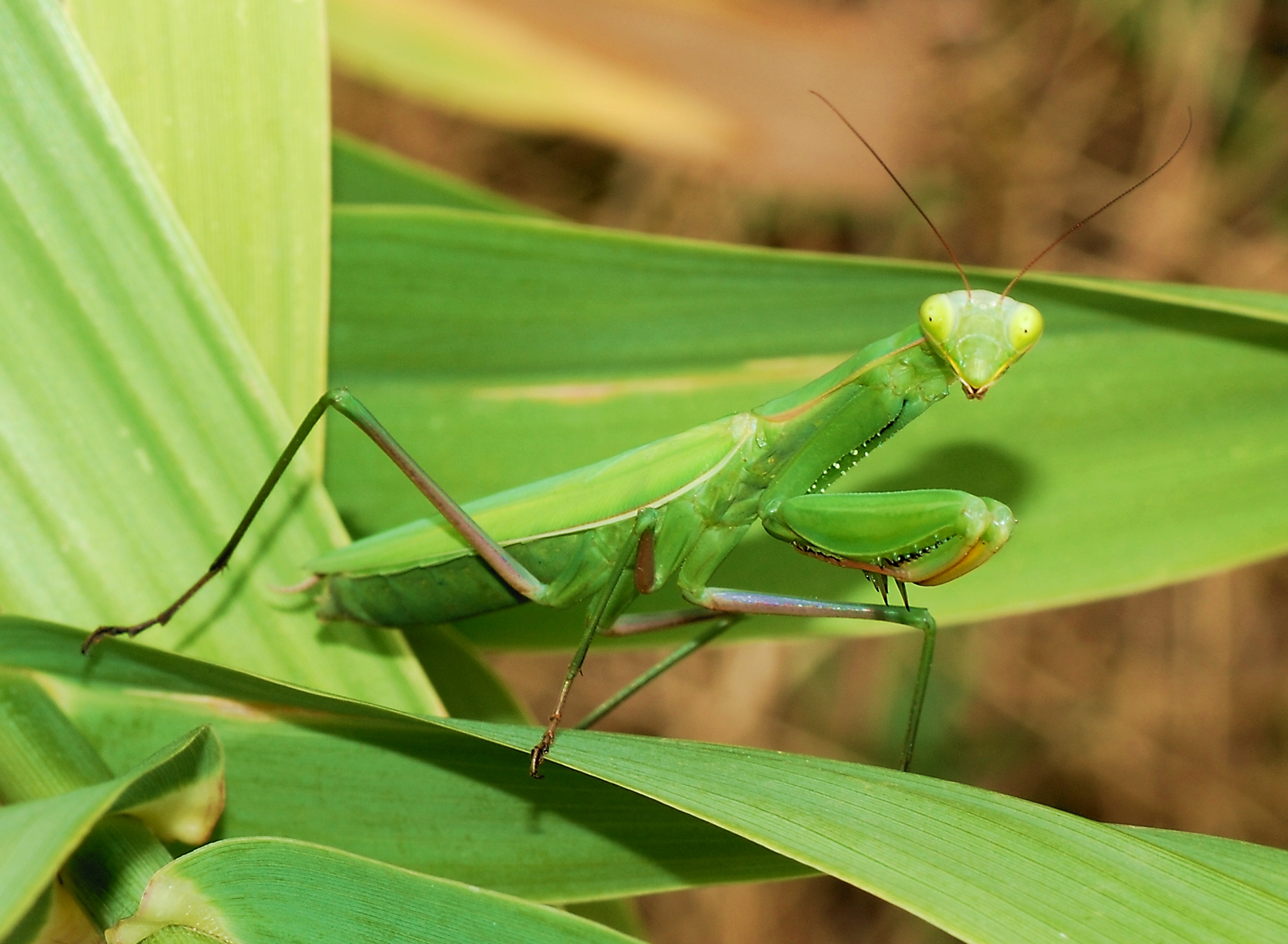
Europäische Gottesanbeterin

- Europäische Gottesanbeterin (Mantis religiosa, jap. ウスバカマキリ)

1 Gespenstschreckenart

- Megacrania tsudai adan, jap. ヤエヤマツダナナフシ

1 Grillenschabenart

- Galloisiana chujoi, jap. チュウジョウムシ（メギシマガロアムシ）

1 Steinfliegenart

- Amphinemura kawaii, jap. カワイオナシカワゲラ

## Lokal gefährdete Population (LP)
1 Art:

- Nipponosemia terminalis, jap. ツマグロゼミ: Miyako-jima